# Morrison (Illinois)
Morrison település az Amerikai Egyesült Államok Illinois államában, Whiteside megyében, melynek megyeszékhelye is. Lakosainak száma 4085 fő (2020. április 1.).

## Népesség
A település népességének változása:

| 2010 | 4 188 |
| 2020 | 4 085 |